# Lurus
Der Lurus ist ein Bach in Frankreich, der in der Region Okzitanien verläuft. Er entspringt unter dem Namen Ruisseau de Rimaillès im Gemeindegebiet von Trouley-Labarthe, entwässert generell Richtung Nordnordwest und mündet nach rund 12 Kilometern an der Gemeindegrenze von Montégut-Arros und Villecomtal-sur-Arros als rechter Nebenfluss in den Arros. Der Lurus berührt in seinem Verlauf die Départements Hautes-Pyrénées und Gers.

## Orte am Fluss
(Reihenfolge in Fließrichtung)
- Labarthe Haut, Gemeinde Trouley-Labarthe
- Bouilh-Devant
- Trémont, Gemeinde Laméac
- Bonnecarrère, Gemeinde Moumoulous
- Moumoulous
- Barrac, Gemeinde Montégut-Arros
- Manay, Gemeinde Villecomtal-sur-Arros